# Resultados do Carnaval de Natal em 2011
Resultados do Carnaval de Natal em 2011. 

## escolas de samba

### Chave A
- 1- Balanço do Morro
- 2- Malandros do Samba - 105 pontos
- 3- Acadêmicos do Morro - 95,5 pontos,
- 4- Imperatriz alecrinense - 93,5 pontos
- 5- Em cima da Hora - 93,1 pontos
- 6- Berimbau do Samba - com 77 pontos
- 7- Grande Rio do Norte - 76 pontos
- 8- Império do Vale - 69

### Chave B
- 1- Confiança no Samba - 103 pontos
- 2- Unidos de Areia Branca - 100 pontos

## Tribos

### Chave A
- 1- Guaracis - 89.5 pontos
- 2- Guarani - 88.5 pontos

### Chave B
- 1- Tapuia - 80.5 pontos [2]
- 2- Comanche - 77 pontos
- 3- Guaranis - 76.5
- 4- Mobralinos
- 5- Mapabus (65).